# Najboljša flinta je dobra finta
Najboljša flinta je dobra finta je zbirka kratkih zgodbic za otroke in mladino avtorja Dima Zupana.

## O avtorju
Dim Zupan se je rodil 19.2.1946 v  Ljubljani, kjer živi in ustvarja, ima status samostojnega kulturnega delavca. Napisal je že več kot 20 knjig, večina izmed njih sodi v mladinsko in otroško književnost.  Poleg sveže tematike ga odlikuje kar se da izviren pripovedni slog ter poseben odnos do otrok in mladine. Po njegovem so otroci majhni odrasli, ki jim sicer manjkajo izkušnje, vendar meni, da so sposobni dojemati zapletene strani življenja. 
Zupan je dokončal študija prava, a ima od leta 1992 status svobodnega kulturnega delavca – pisatelja.  Že njegov oče, Vitomil Zupan, je bil znan pisatelj. Ko je začel pisati, je sodeloval z Manco Košir, kateri je dal prebrati delo Prvi dan Drekca Pekca in Pukca Smukca.  Le ta je bila nad delom navdušena.  Ko je dopolnil delo, je knjigo Trije dnevi Drekca Pekca in Pukca Smukca izdala Mladinska knjiga. Knjigi Trnovska mafija in Trnovska mafija drugič sta izšli leta 1992 in 1997, obe sta posvečeni hčerki Maji.  Nastala je tudi tretja knjiga, Trnovska mafija – v tretje gre rado (2003).
Zadnjo skupino Zupanovega ustvarjanja tvorijo štiri knjige kratkih zgodb: Maščevanje strašne juhice (1997), Maja že ve (2002), Najboljša flinta je dobra finta (2002) in Osica Maja (2004). 

## Interpretacija besedila
Glavni literarni osebi sta brata Tine in Miha, učenca 4. In 6. razreda osnovne šole. Prihajata iz Ljubljane in veselita se poletnih počitnic, ko bosta počitnice preživela pri babici in dedku na Dolenjskem.  Z očetom rada nabirata gobe,  s stricem pa se igrata igro »Pok, mrtev«, ki je podobna skrivalnicam. Oba sta tudi velika sladkosneda, najraje imata slovensko čokolado Gorenjka. Skrbi ju tudi za okolico, predvsem za gozd, zato hodita po gozdnih poteh in pobirata smeti. Ker sta zelo radovedna, starša večkrat spravita v zadrego (primer: zgodba o klobuku, kjer sprašujeta prodajalca Franca o vzroku nošenja klobukov; zgodba o Bredi, ki se je zaradi čokolade poredila, otroka pa mislita, da je noseča).

## Analiza besedila
Knjiga Najboljša flinta je dobra finta obsega 13 kratkih zgodb, dogodkov iz življenja šolarjev Mihe in Tineta. Zgodbe so namenjene mladini, so duhovite in simpatične.  Glavni literarni osebi sta nabrita in navihana Tine in Miha, v zgodbah pa nastopa celotna njuna širša družina (stari starši in stric).
V zgodbah ni opisane nobene vrste nasilja, izpostavljena družina živi zdravo in pametno, radi hodijo v gozd in skrbijo za neokrnjenost narave, pomagajo prijateljem in se med seboj dobro razumejo.
Kraj dogajanja sta Ljubljana in Dolenjska, čas pa ni opredeljen. Zgodbe so tako aktualne, da bi se lahko (in verjetno se) dogajale še danes.

## Mladinska dela Dima Zupana
- Osica Maja
- Onkraj srebrne mavrice
- Trnovska mafija
- Trnovska mafija drugič
- Deklica za ogledalom
- Maja že ve
- Hektor in ribja usoda
- Tolovajevo leto
- Trije dnevi Drekca Pekca in Pukca Smukca
- Tri noči Drekca Pekca in Pukca Smukca
- Tri skrivnosti Drekca Pekca in Pukca Smukca
- Tri zvezdice Drekca Pekca in Pukca Smukca
- Tri spoznanja Drekca Pekca in Pukca Smukca
- Tolovajevo leto